# ناطع دباش (ناطع)

تعديل مصدري - تعديل

ناطع دباش هي إحدى قرى عزلة مسور ال دباش بمديرية ناطع التابعة لمحافظة البيضاء، بلغ تعداد سكانها 1043 نسمة حسب تعداد اليمن لعام 2004.